# Biserica reformată din Albiș

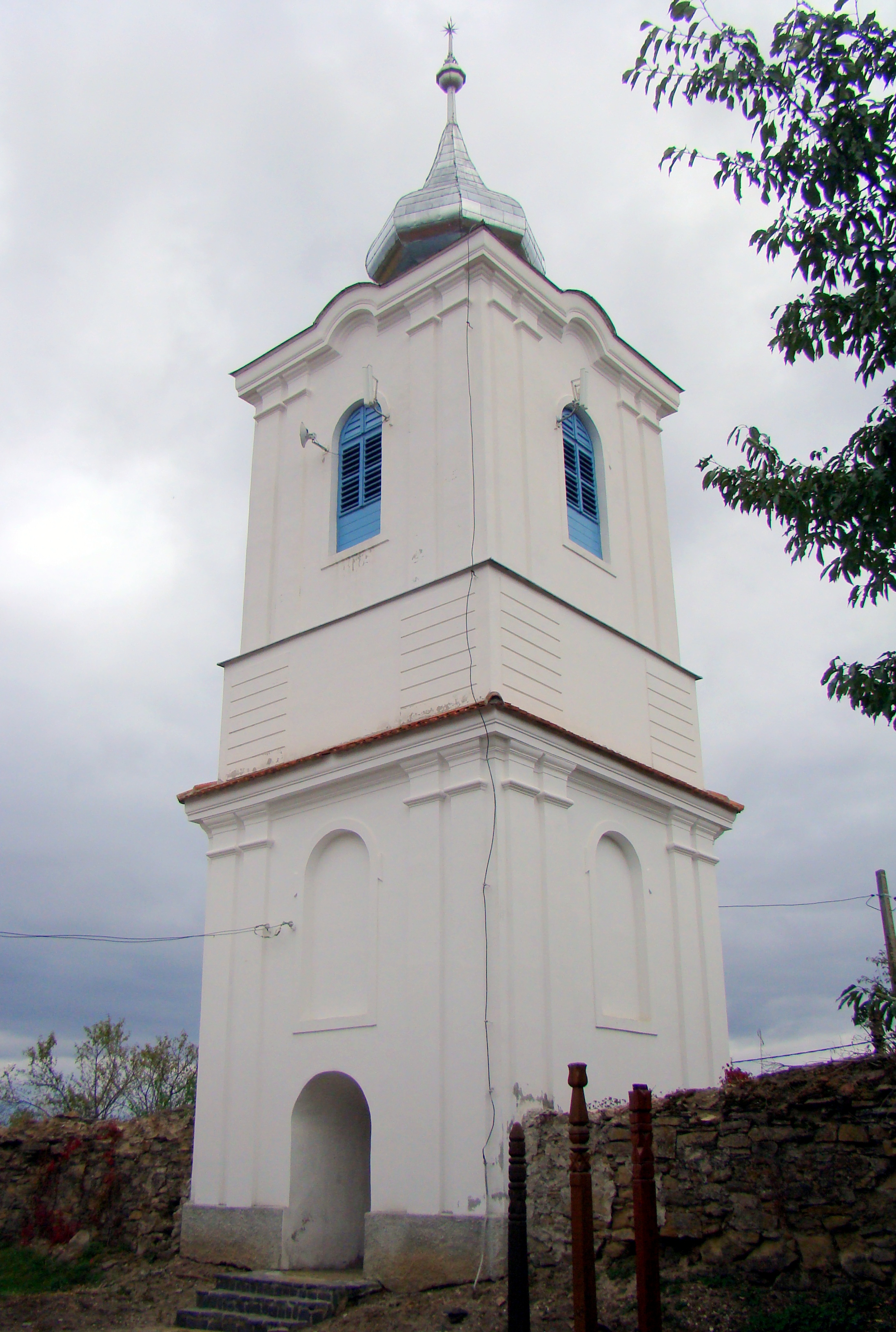
Turnul-clopotniţă al bisericii reformate din Albiș

Biserica reformată fortificată din Albiș este un ansamblu de monumente istorice aflat pe teritoriul satului Albiș; comuna Cernat. În Repertoriul Arheologic Național, monumentul apare cu codul 64210.02.
Ansamblul este format din două monumente:
- Biserica reformată (cod LMI CV-II-m-A-13121.01)
- Zid de incintă, cu turn-clopotniță (cod LMI CV-II-m-A-13121.02)

## Localitatea
Albiș (maghiară Kézdialbis) este un sat în comuna Cernat din județul Covasna, Transilvania, România. Se află în Depresiunea Târgu Secuiesc, la poalele munților Bodoc. Prima atestare documentară este din anul 1539, sub numele de Albis.

## Biserica
În timpul săpăturilor arheologice din anul 1998 au fost determinate patru perioade de construcție a bisericii.
Prima perioadă, cea romanică, în a doua jumătate a secolului al XIII-lea. Biserica avea aproximativ 14,5 până la 15 metri lungime și 5,20 metri lățime. Altarul semicircular avea 5,35 metri lungime și 4,75 metri lățime. Altarul era separat de navă printr-un arc triumfal.
A doua perioadă de construcție a bisericii poartă caracteristicile stilului gotic târziu.
În a treia perioadă a fost realizat un portic de 3 × 3,45 m, lipit de partea de sud. Ancadramentul de ușă gotic a fost distrus la construirea porticului .
A patra perioadă datează din secolul al XVIII-lea, când porticul a fost demolat și înlocuit cu o structură interioară de 4,3 x 6 metri, la aceeași înălțime cu nava.
Biserica era apărată de o incintă ovală, cu turn de poartă la sud. Turnul de poartă a fost construit în anul 1637. Doar parterul actualului turn este de origine medievală, însă i s-au adus modificări semnificative. În stânga intrării în turn, o scară îngustă, tăiată în peretele lateral, duce la etajele superioare adăugate ulterior. În turn sunt amplasate două clopote, unul din 1558, iar celălalt din 1772, turnat la Brașov.
Zidul de incintă are 2,5 până la 3 metri înălțime, era mai înalt în trecut, iar grosimea de 140-150 centimetri.

## Imagini din exterior

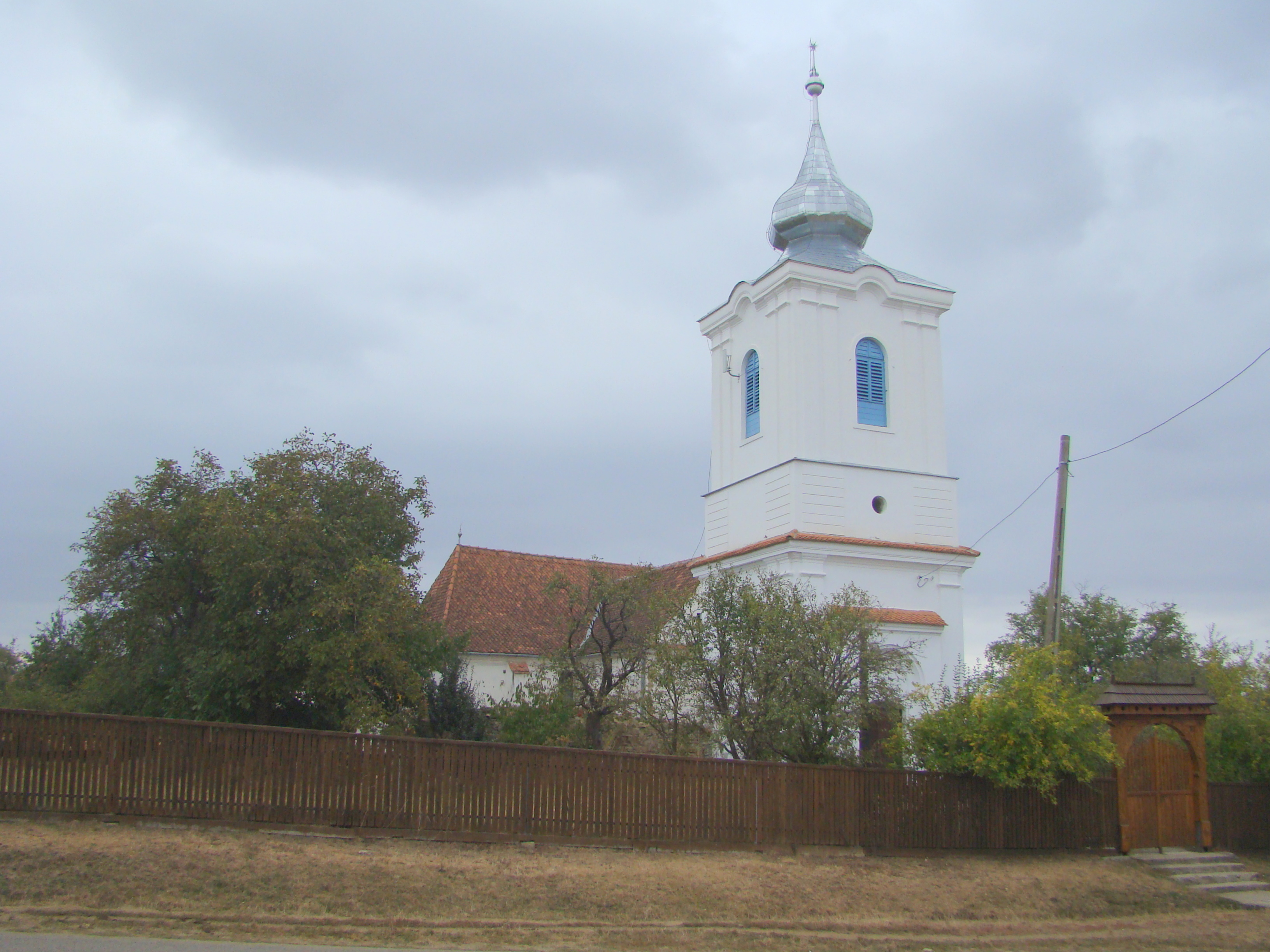
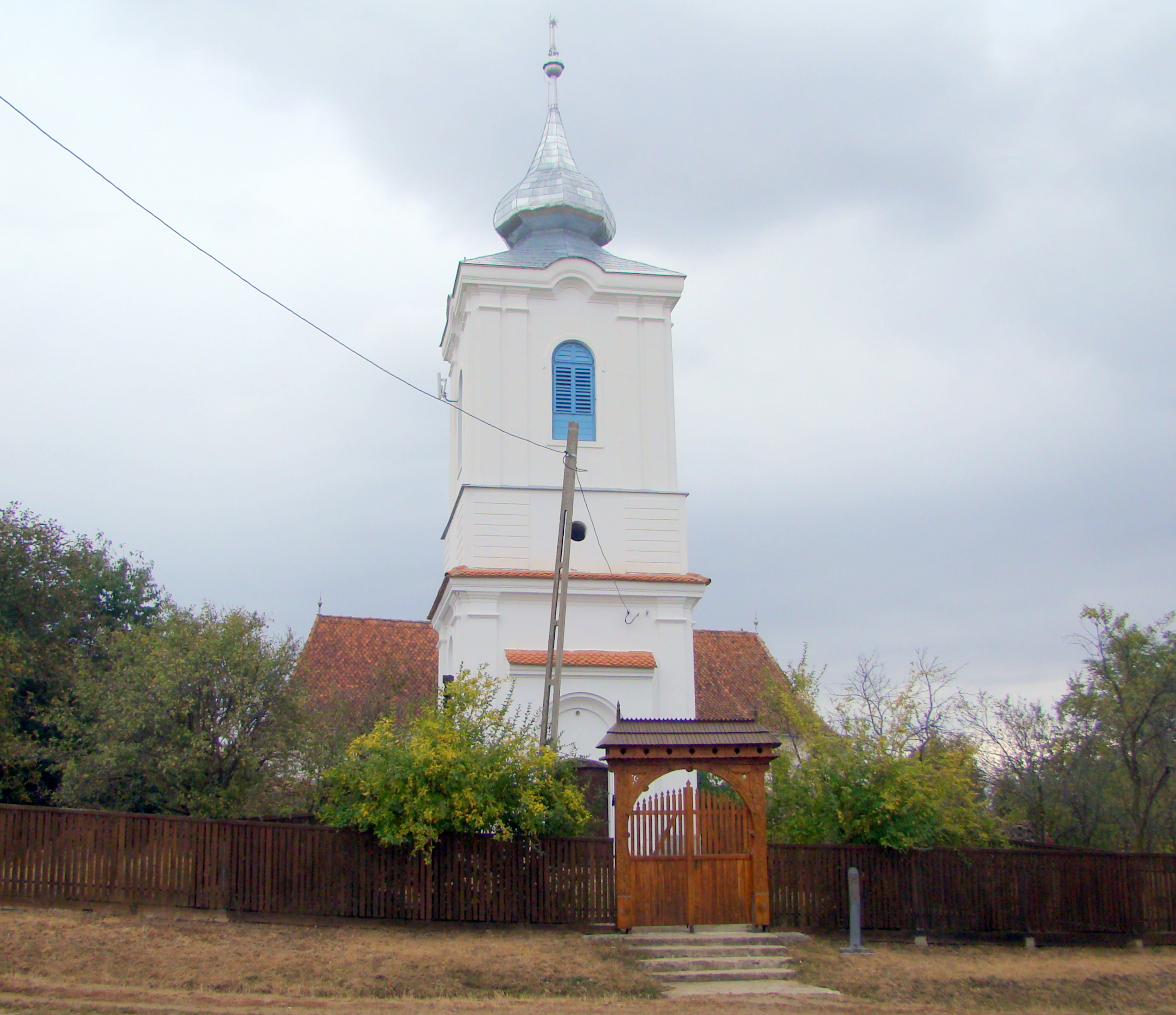
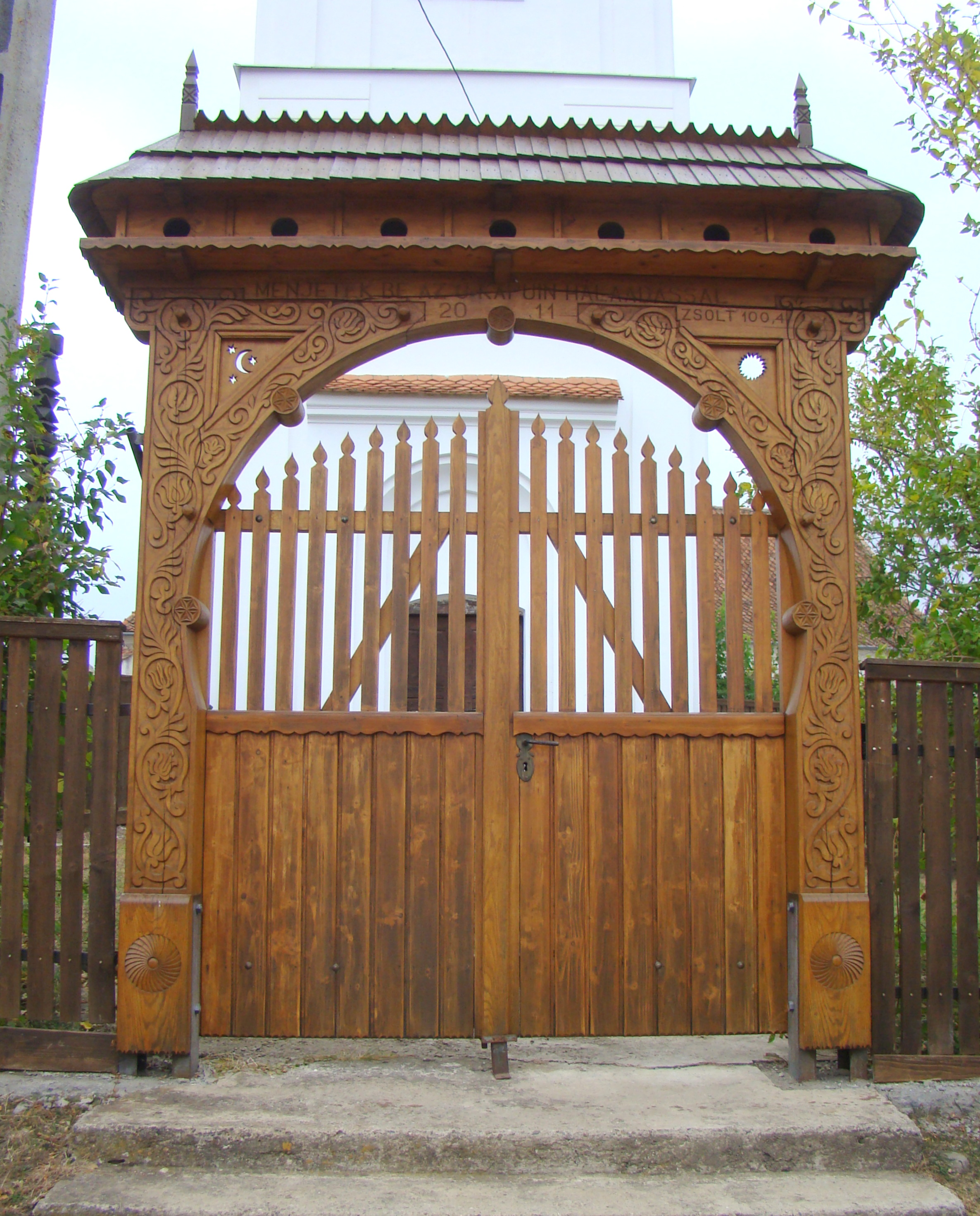
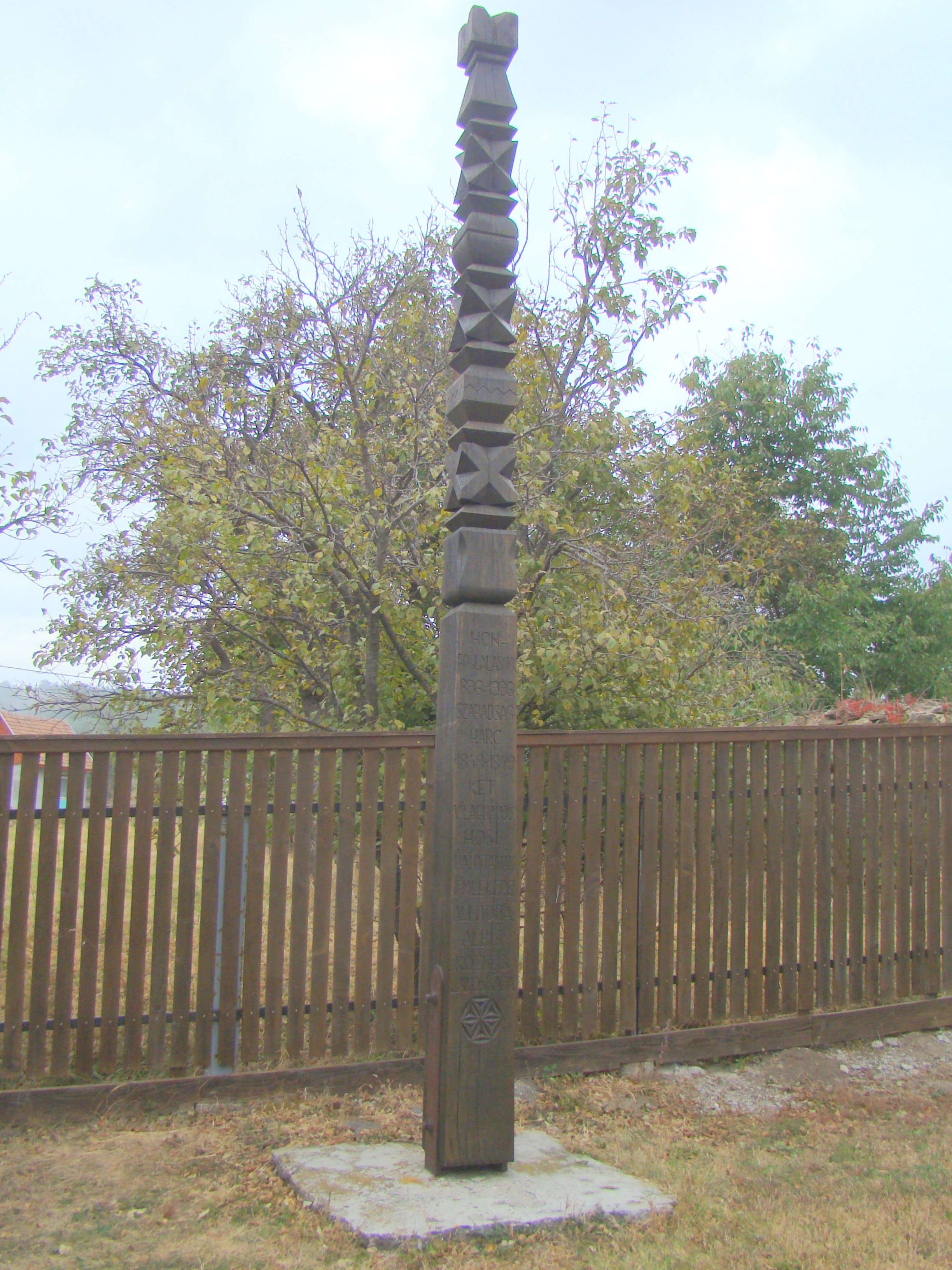
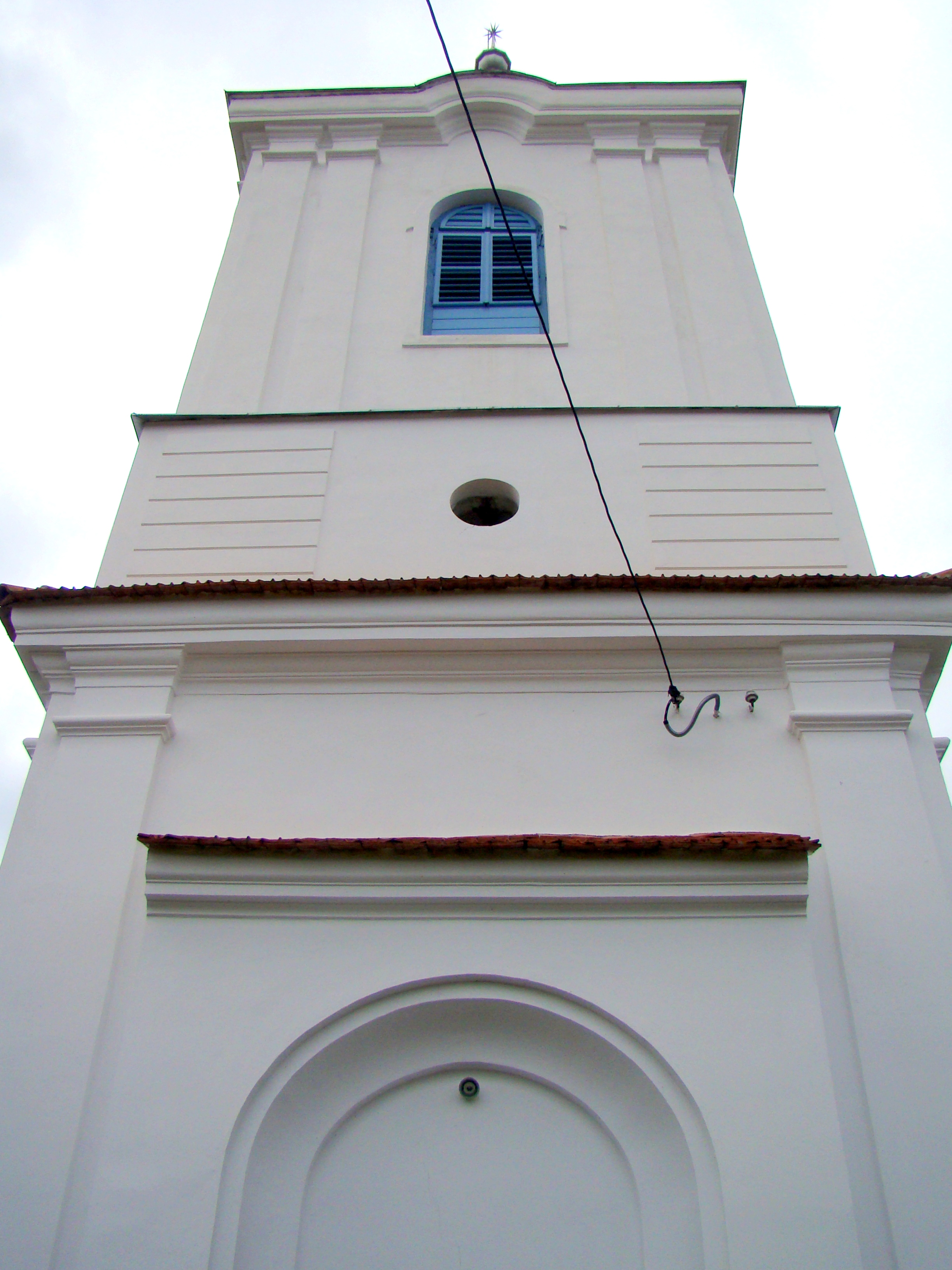
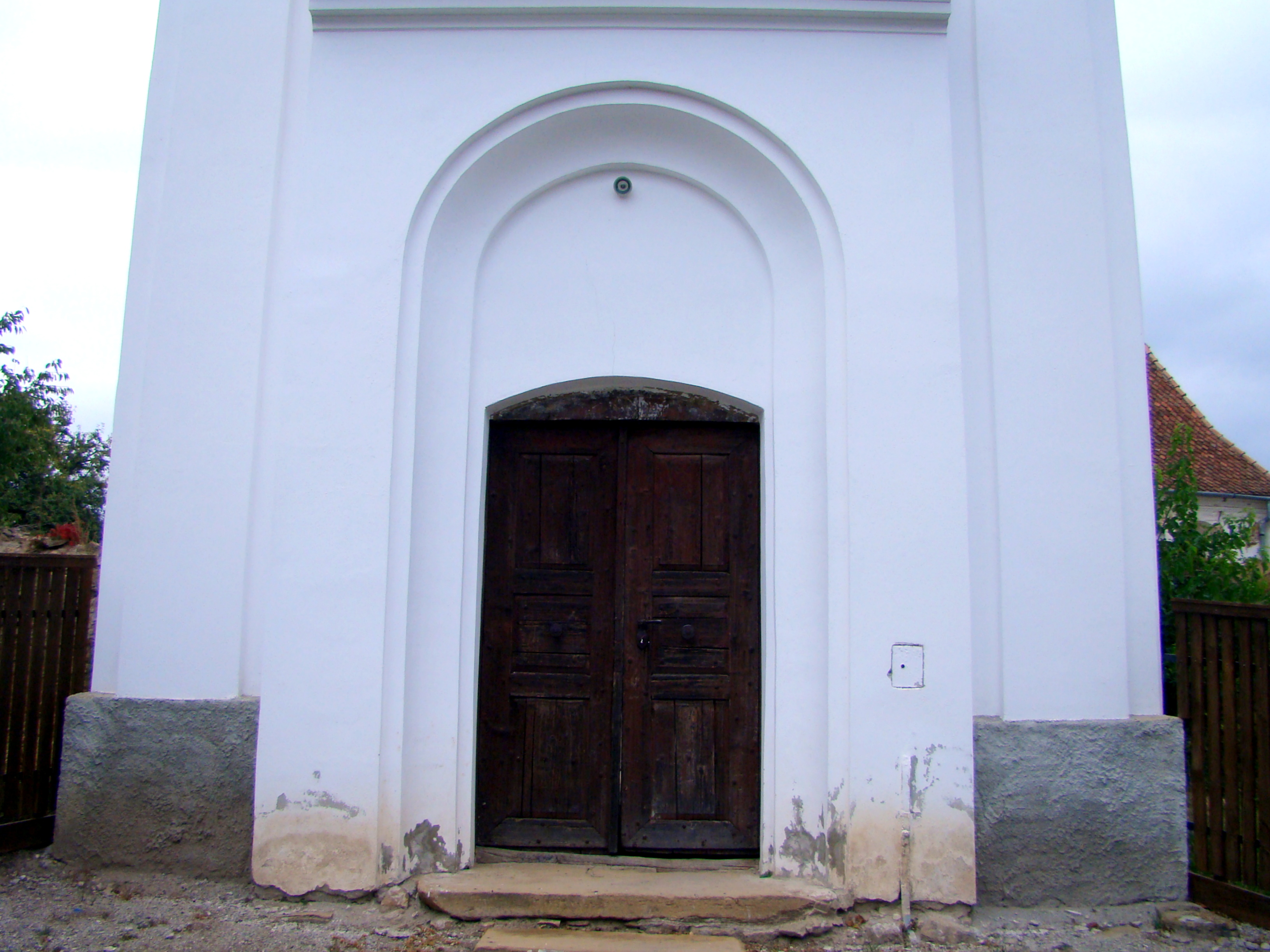
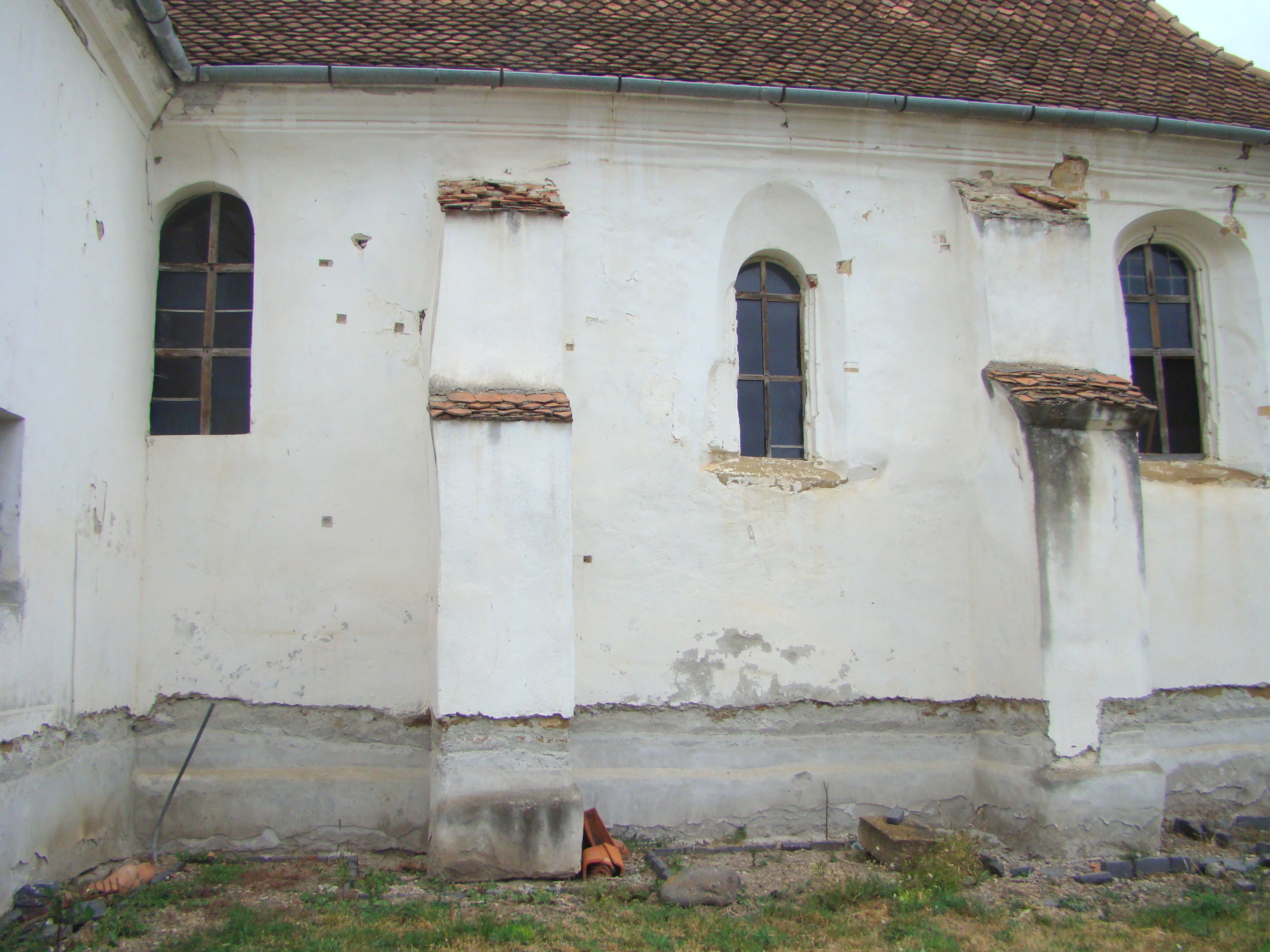
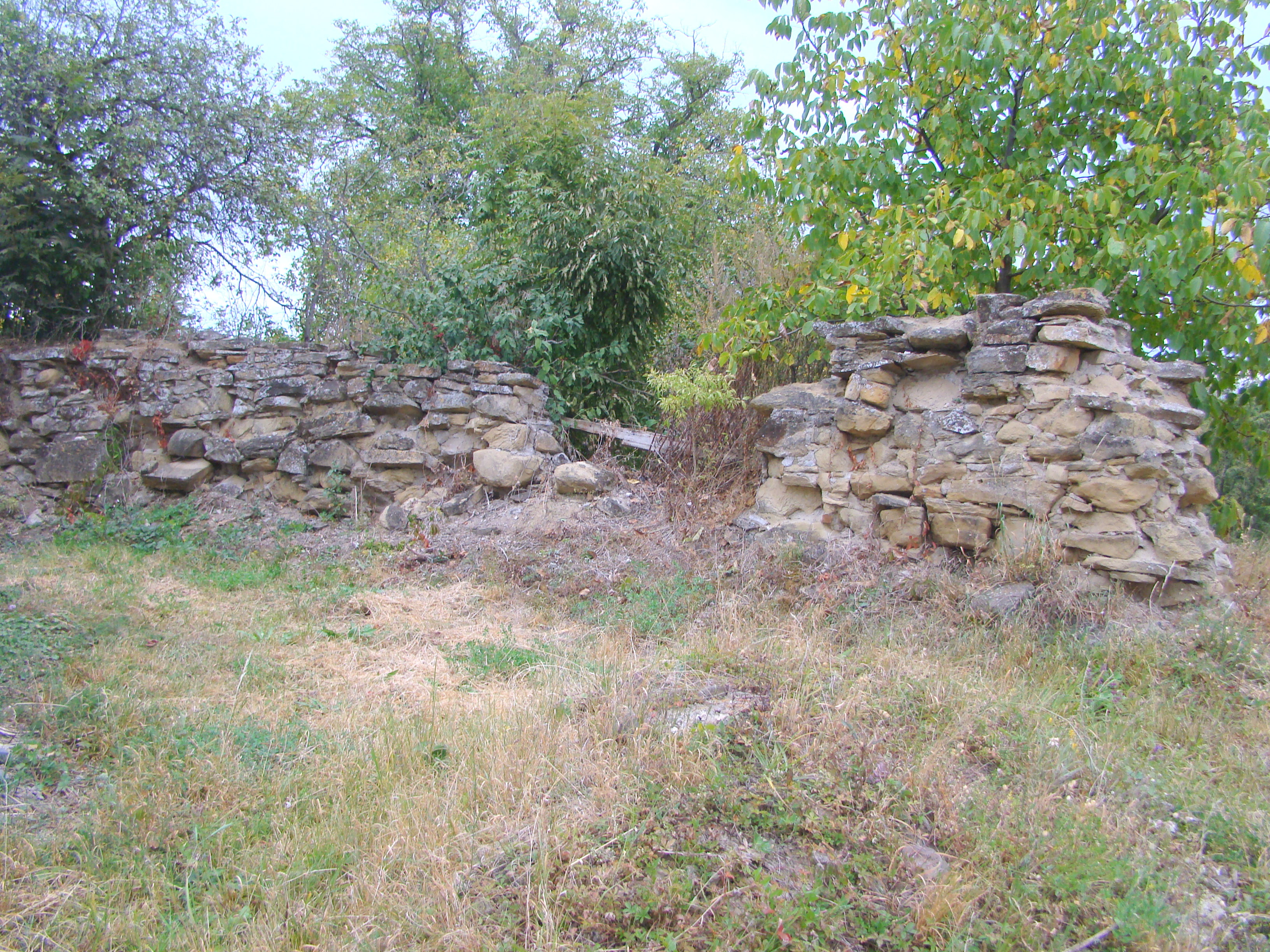
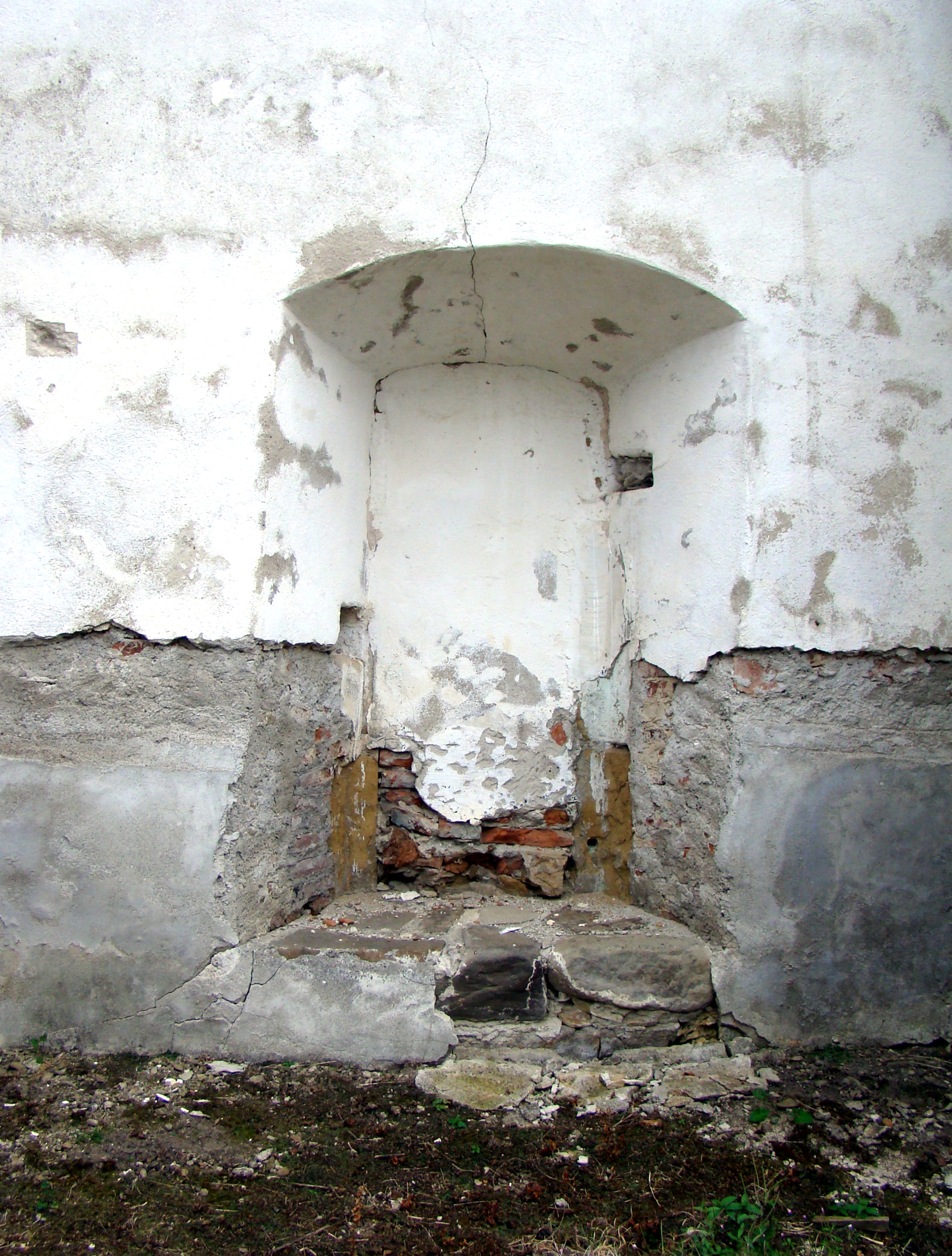
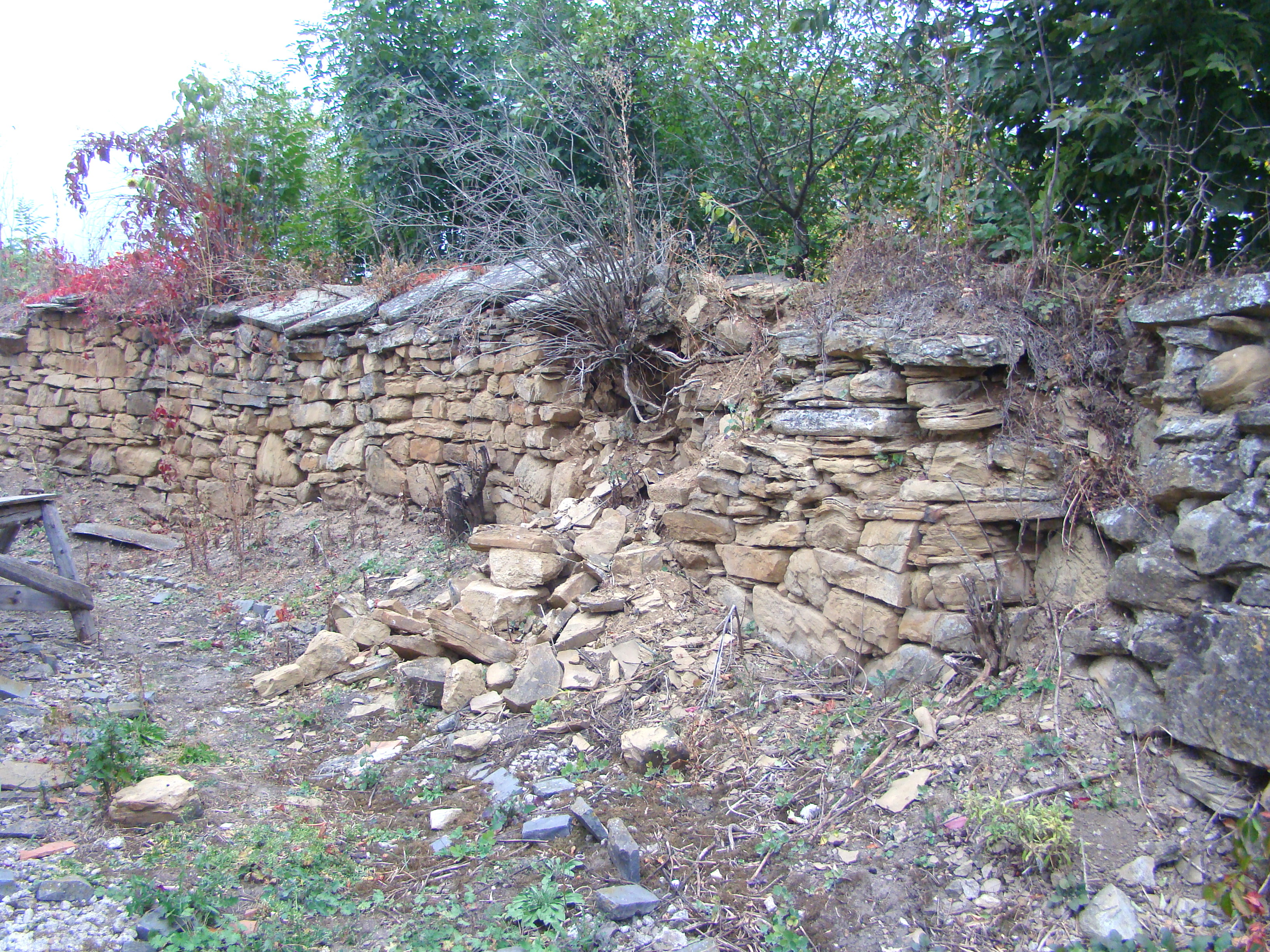
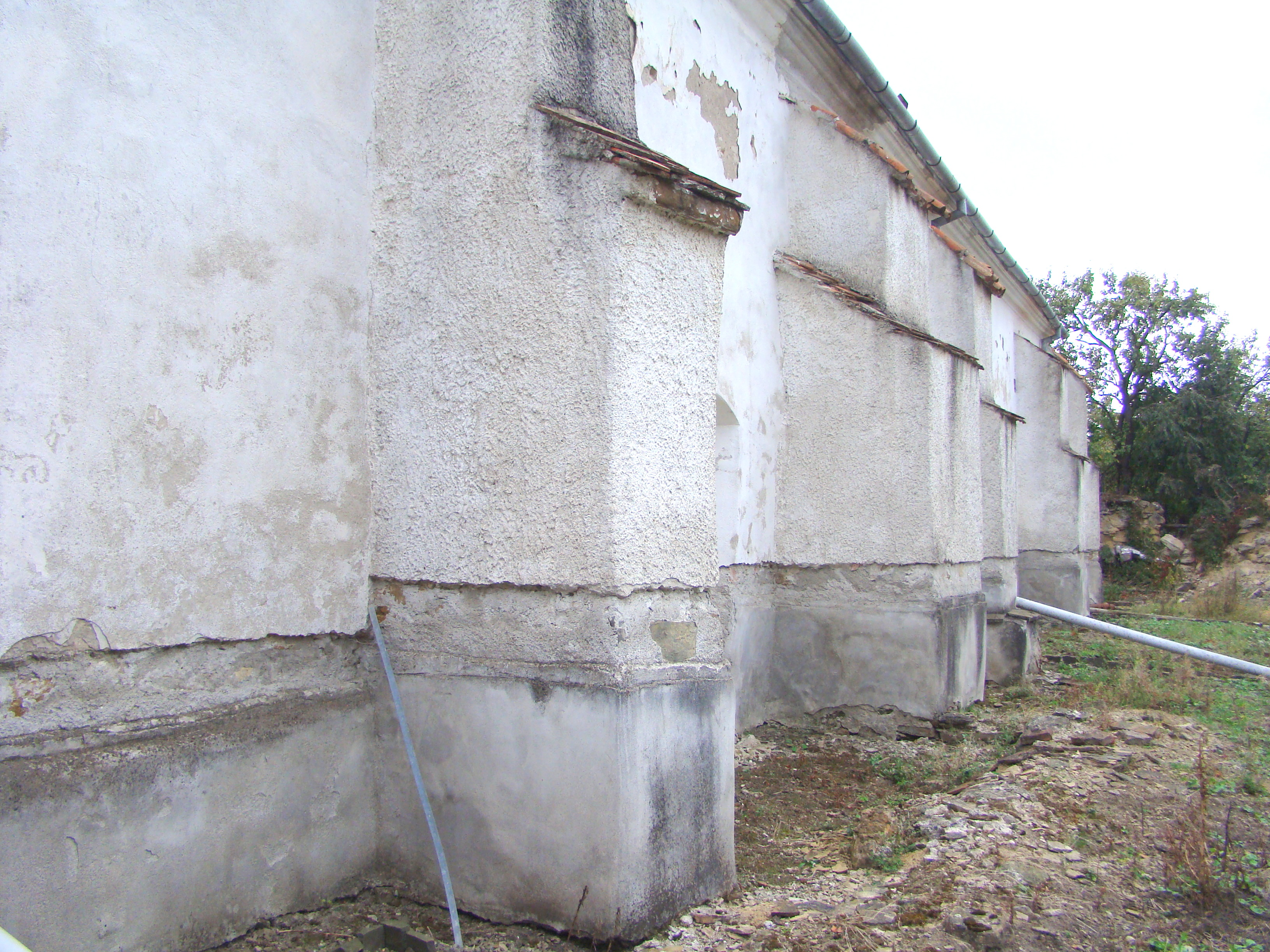
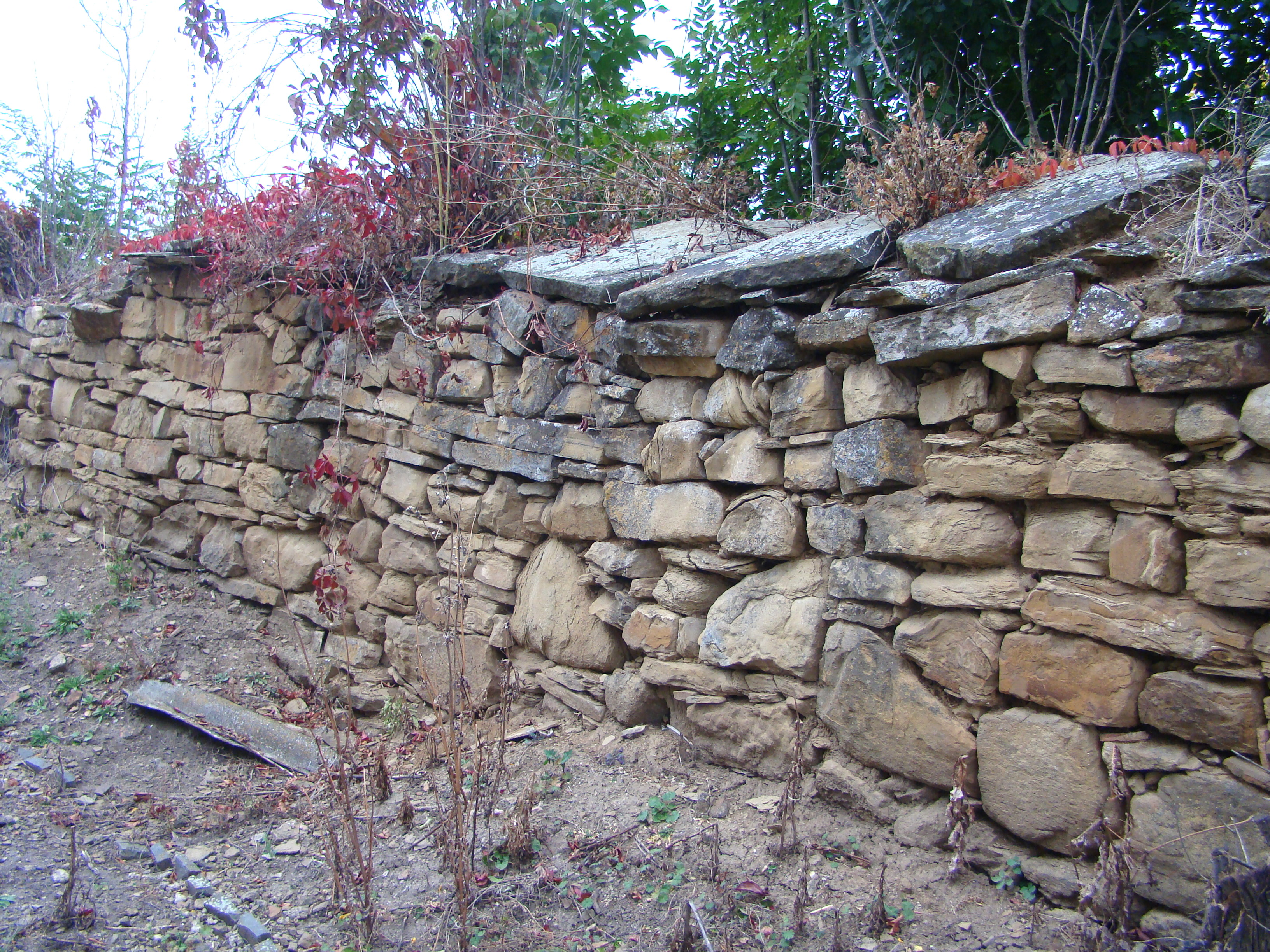
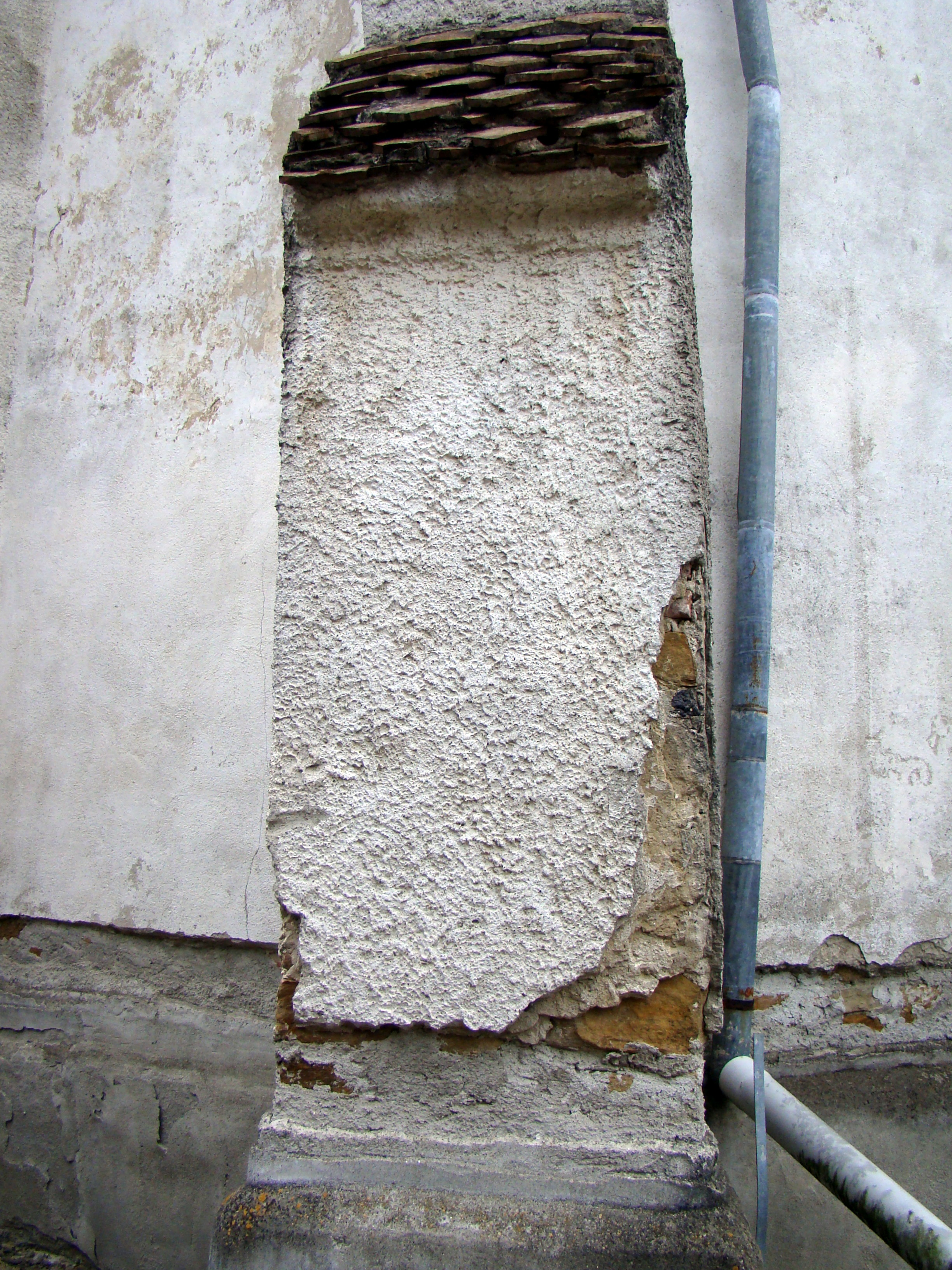
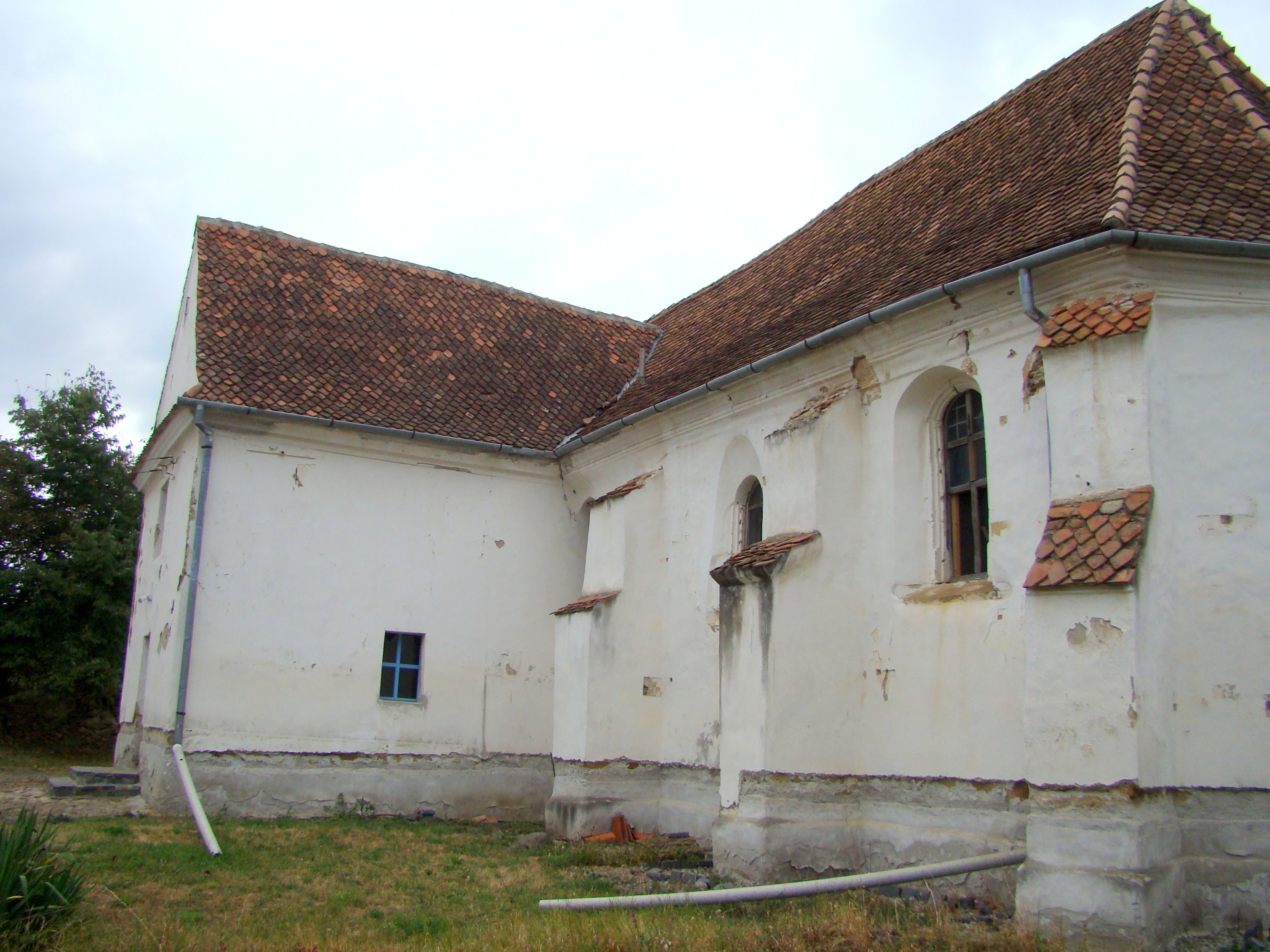
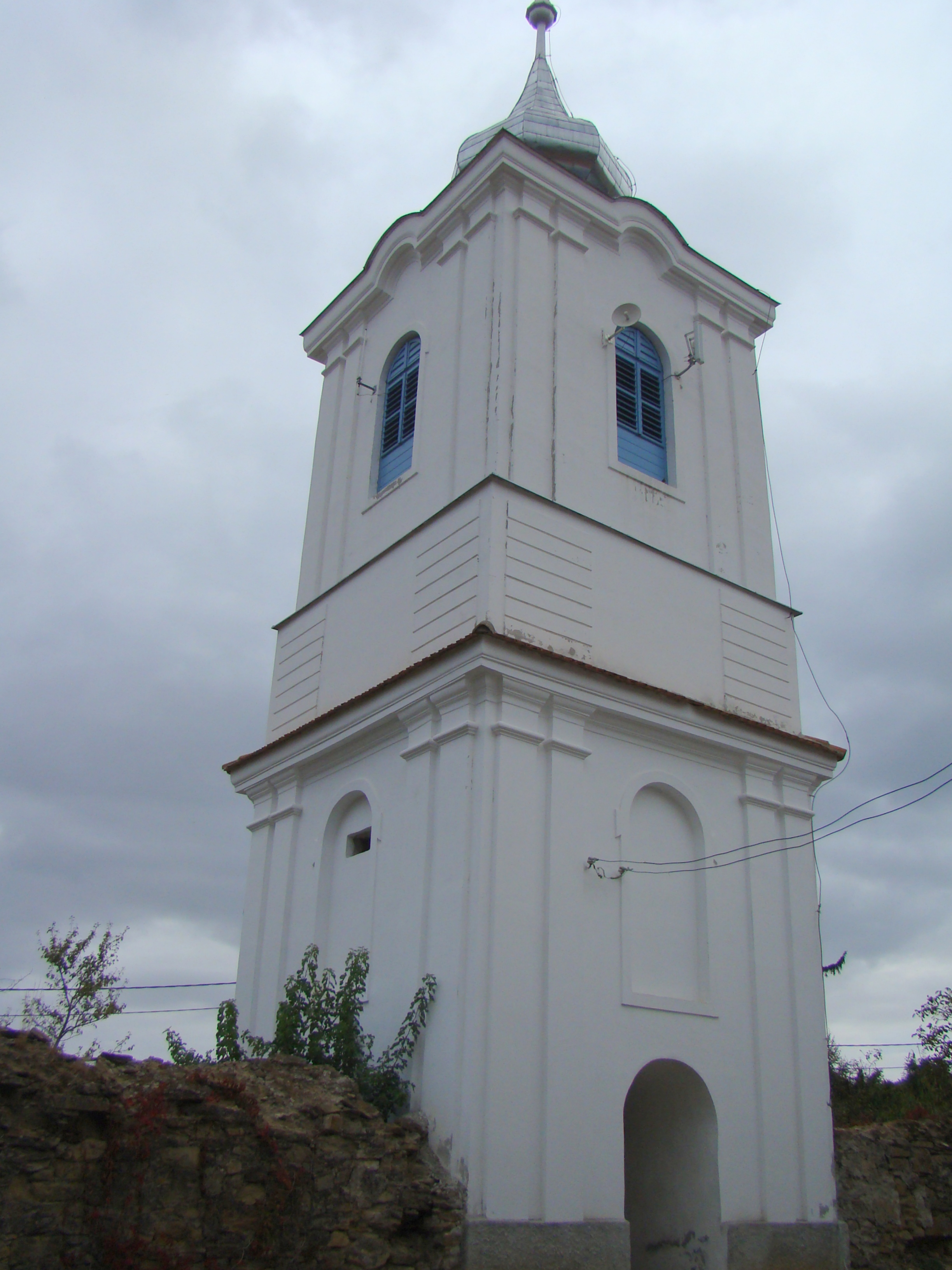
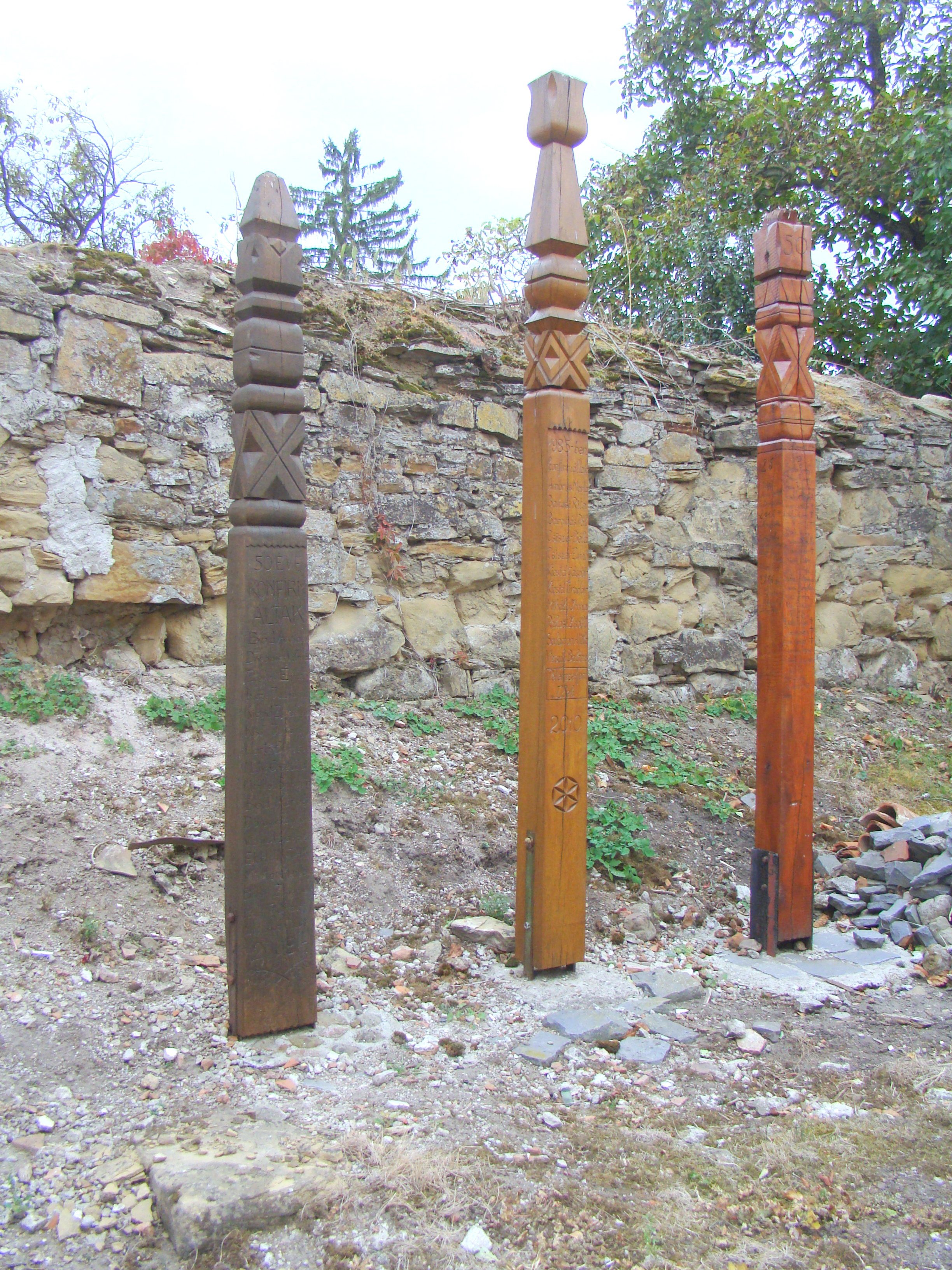
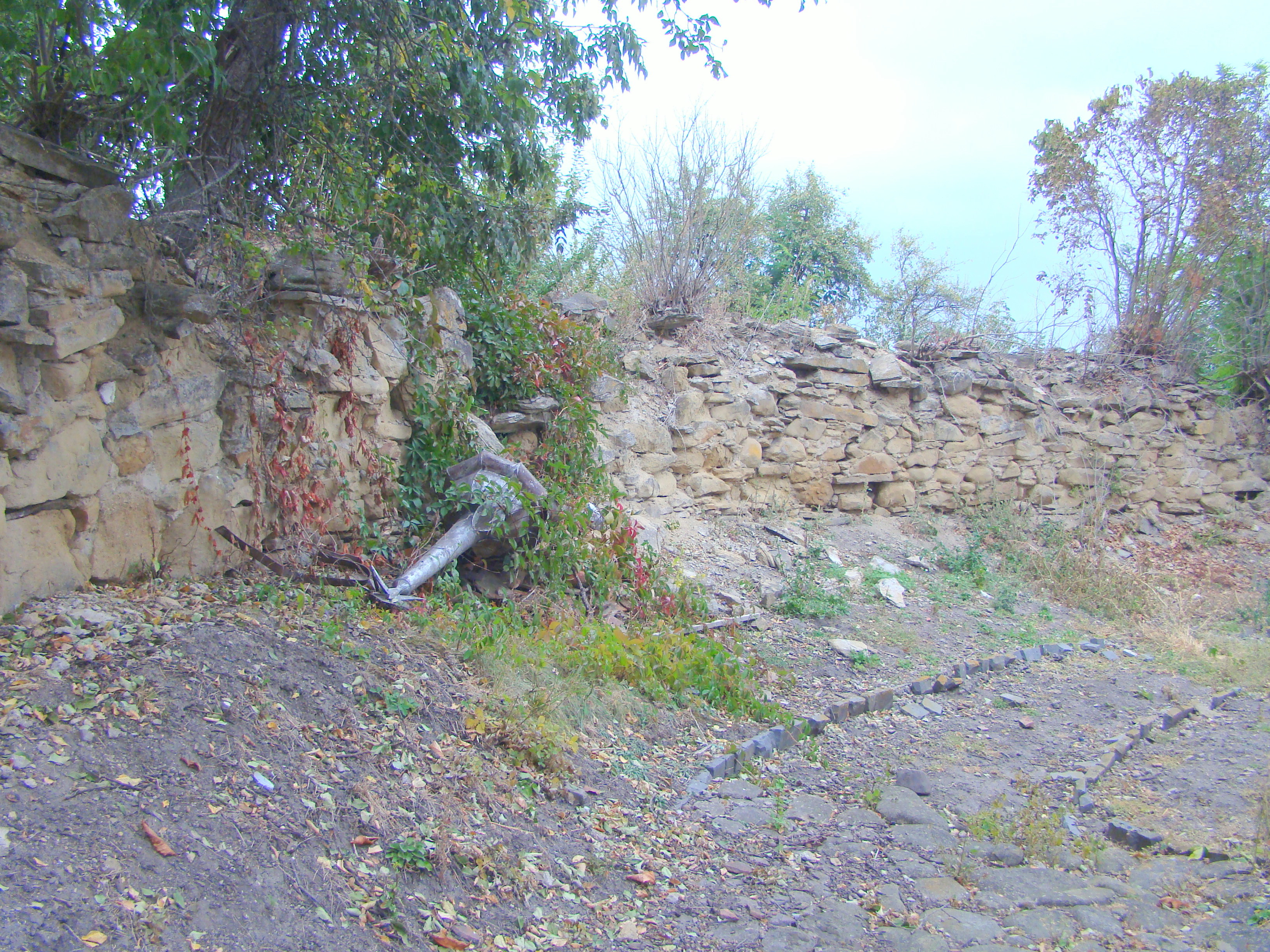
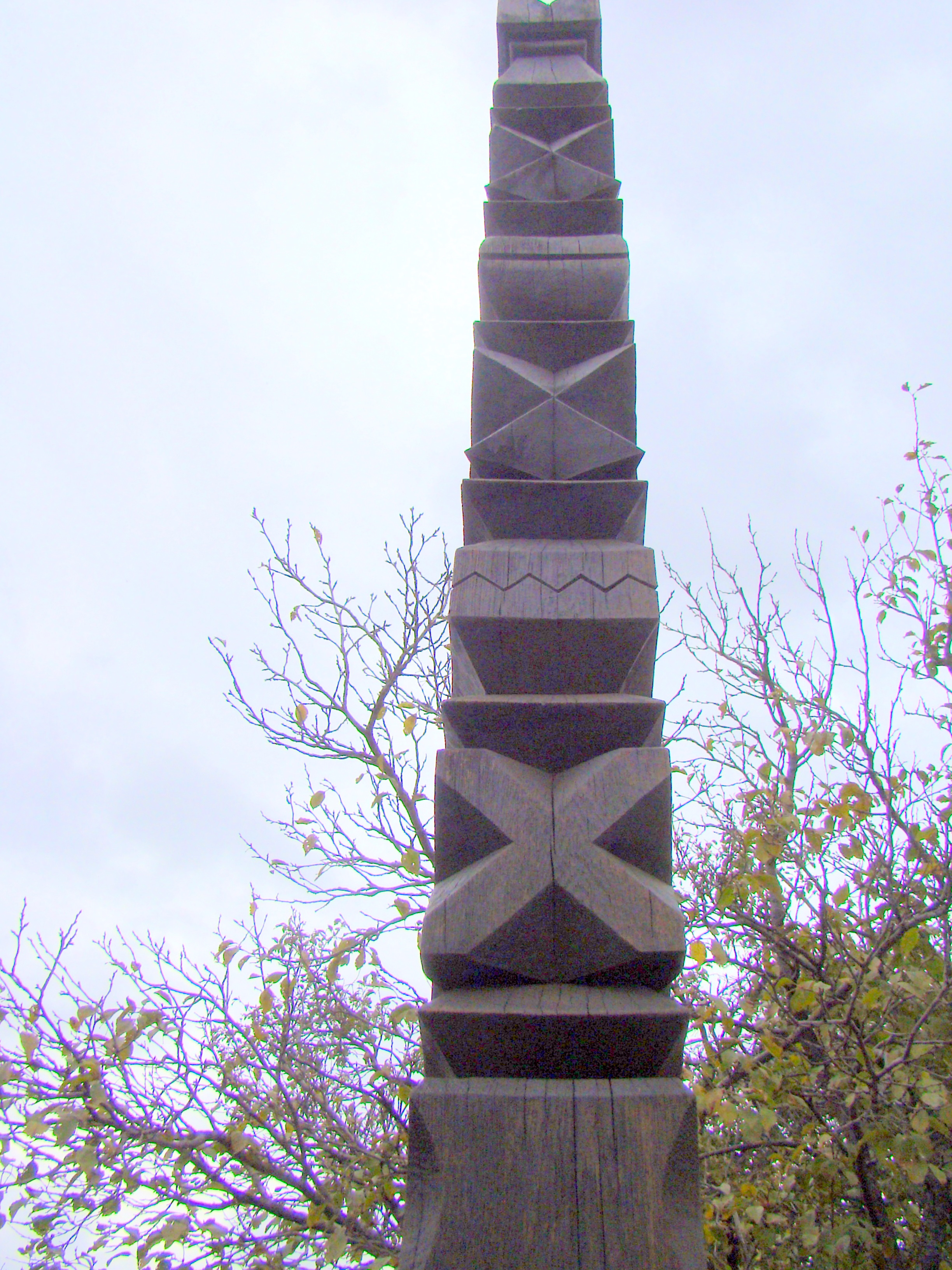
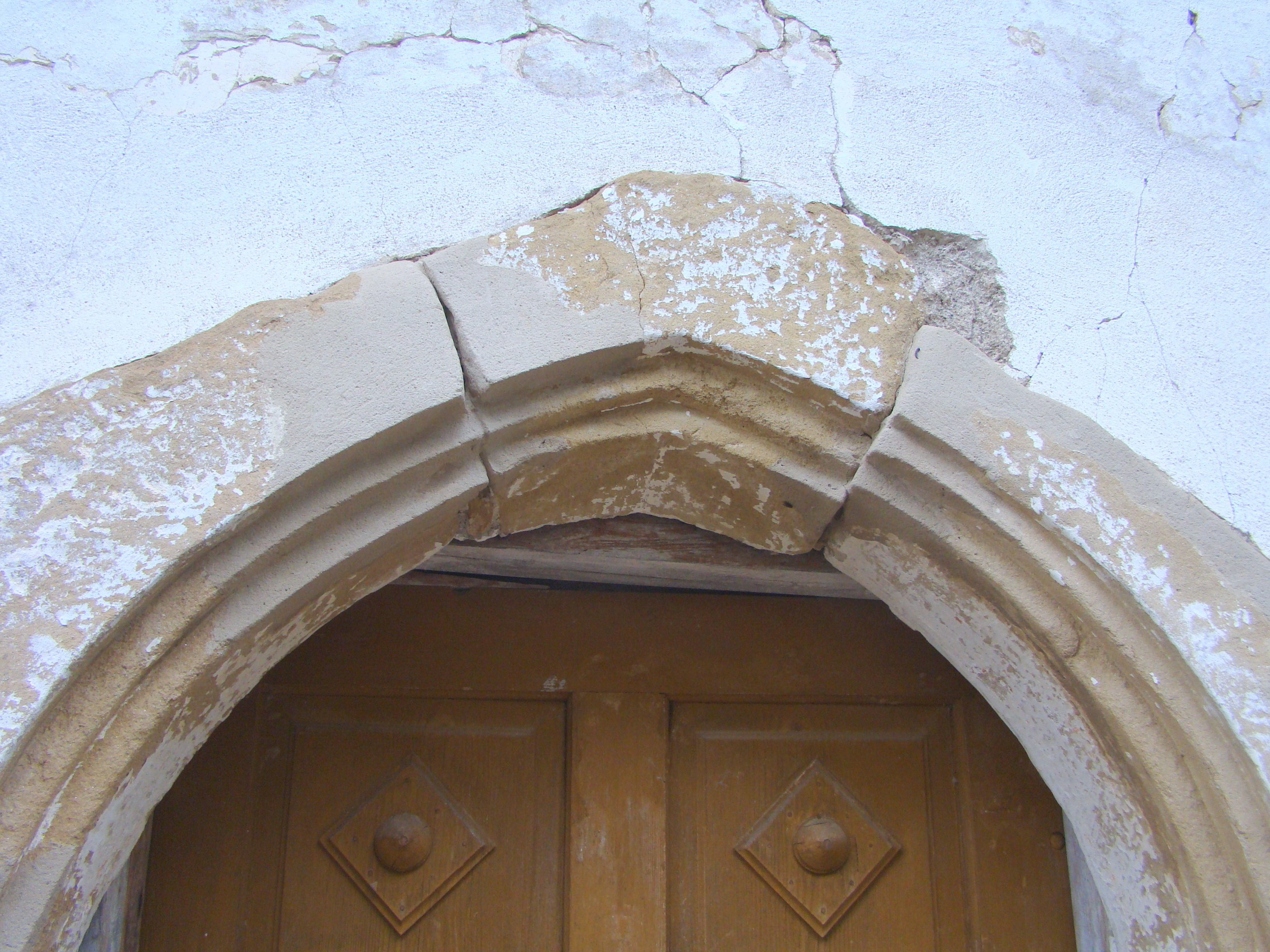
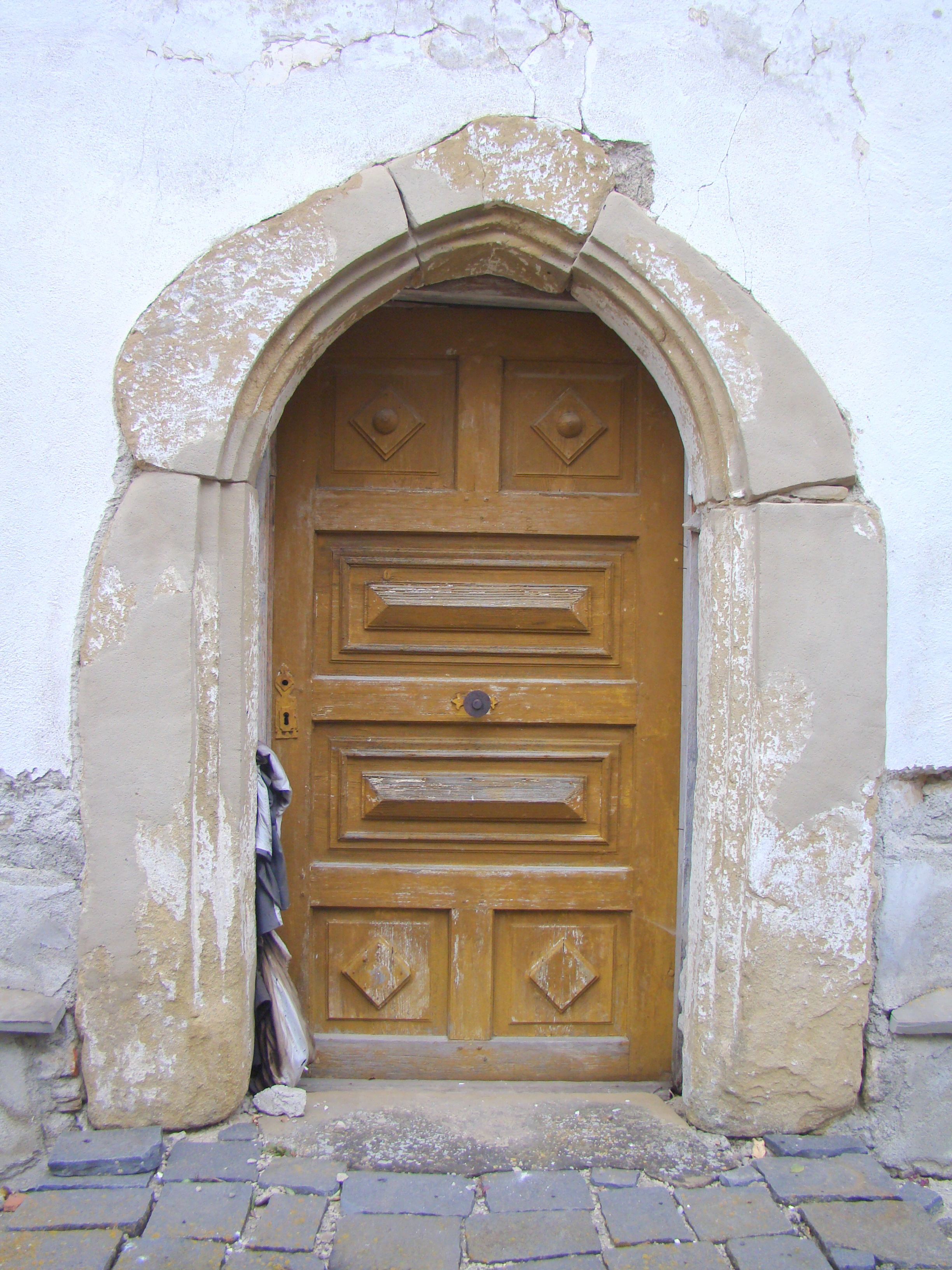
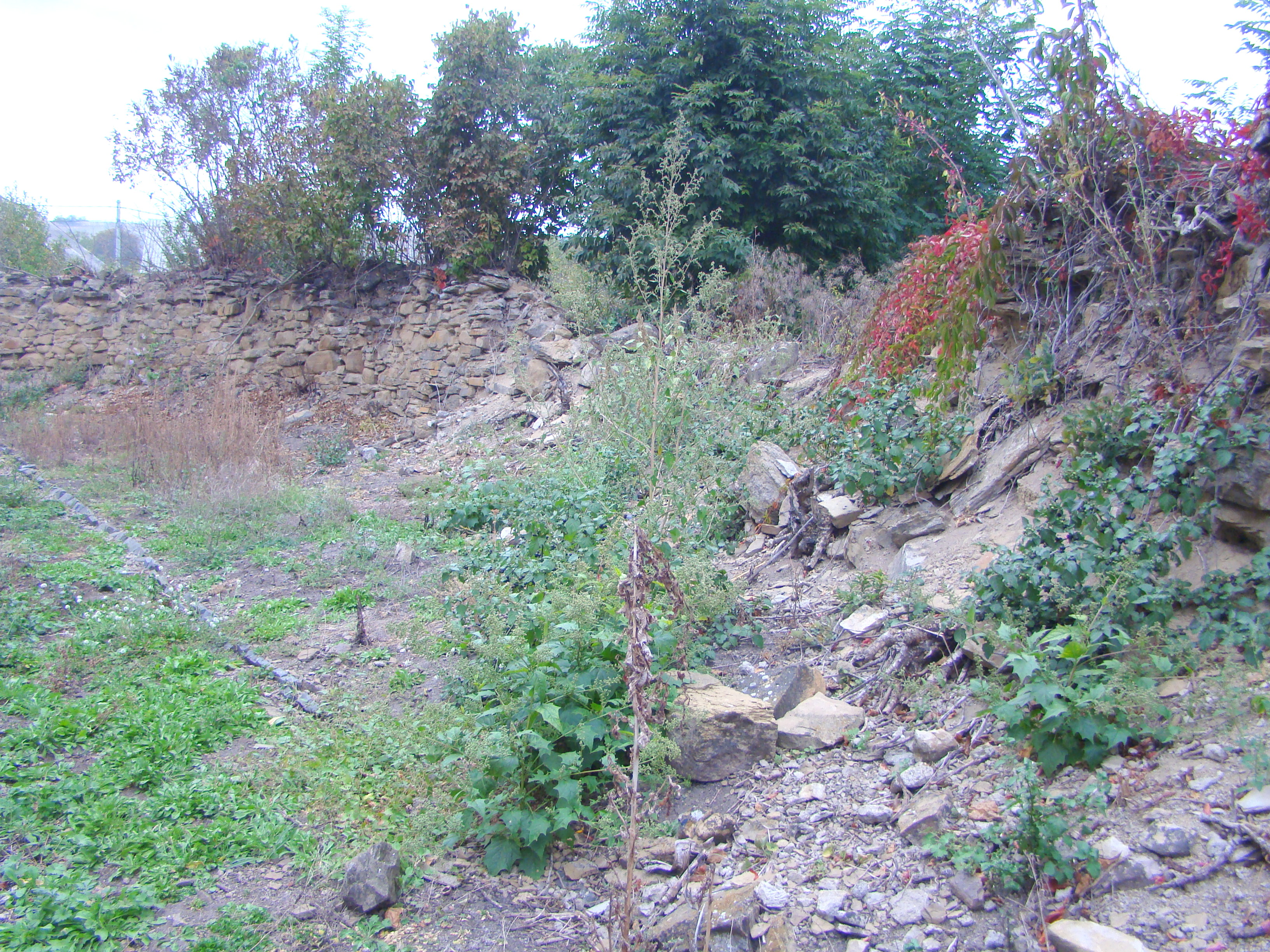
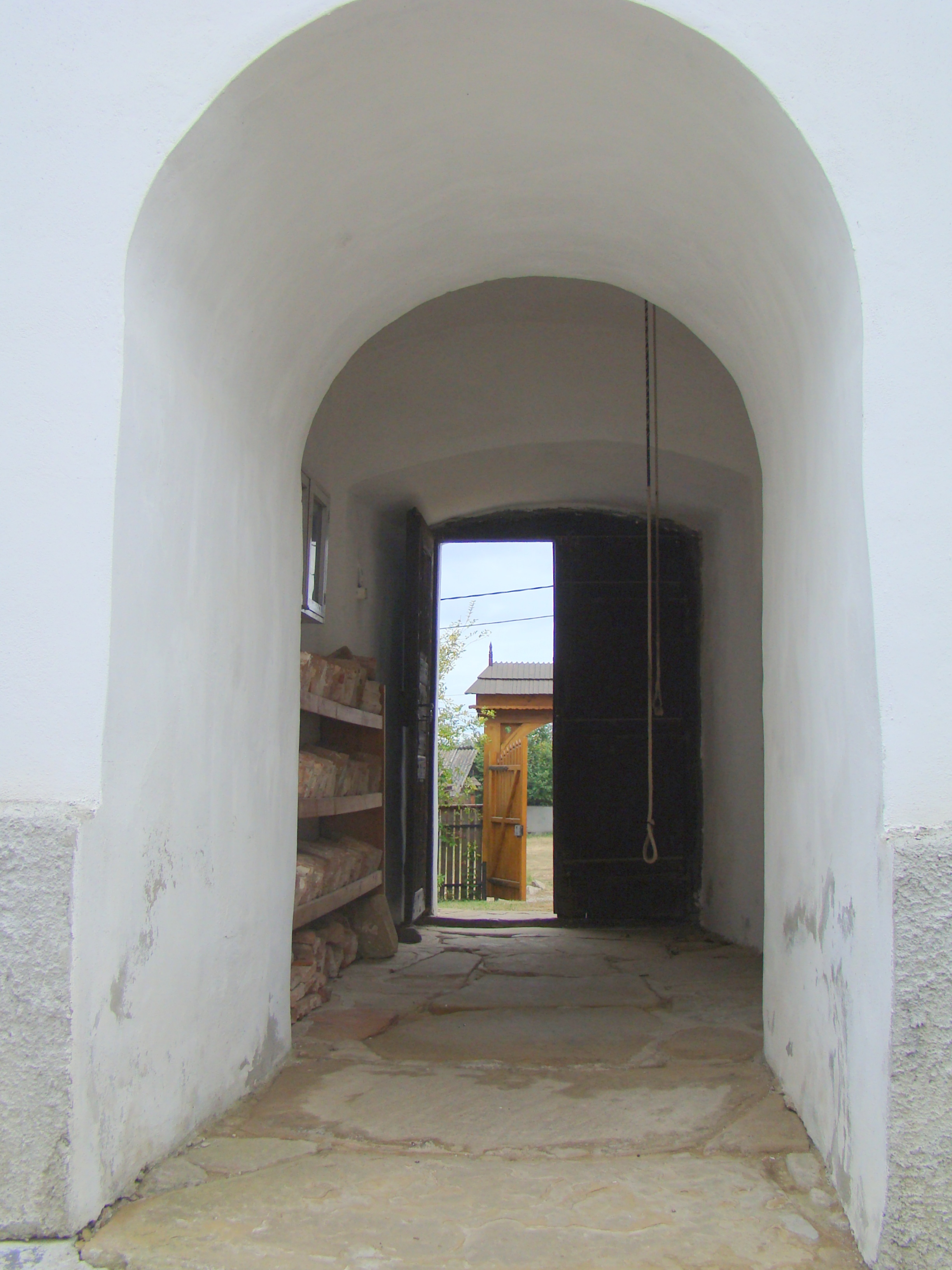
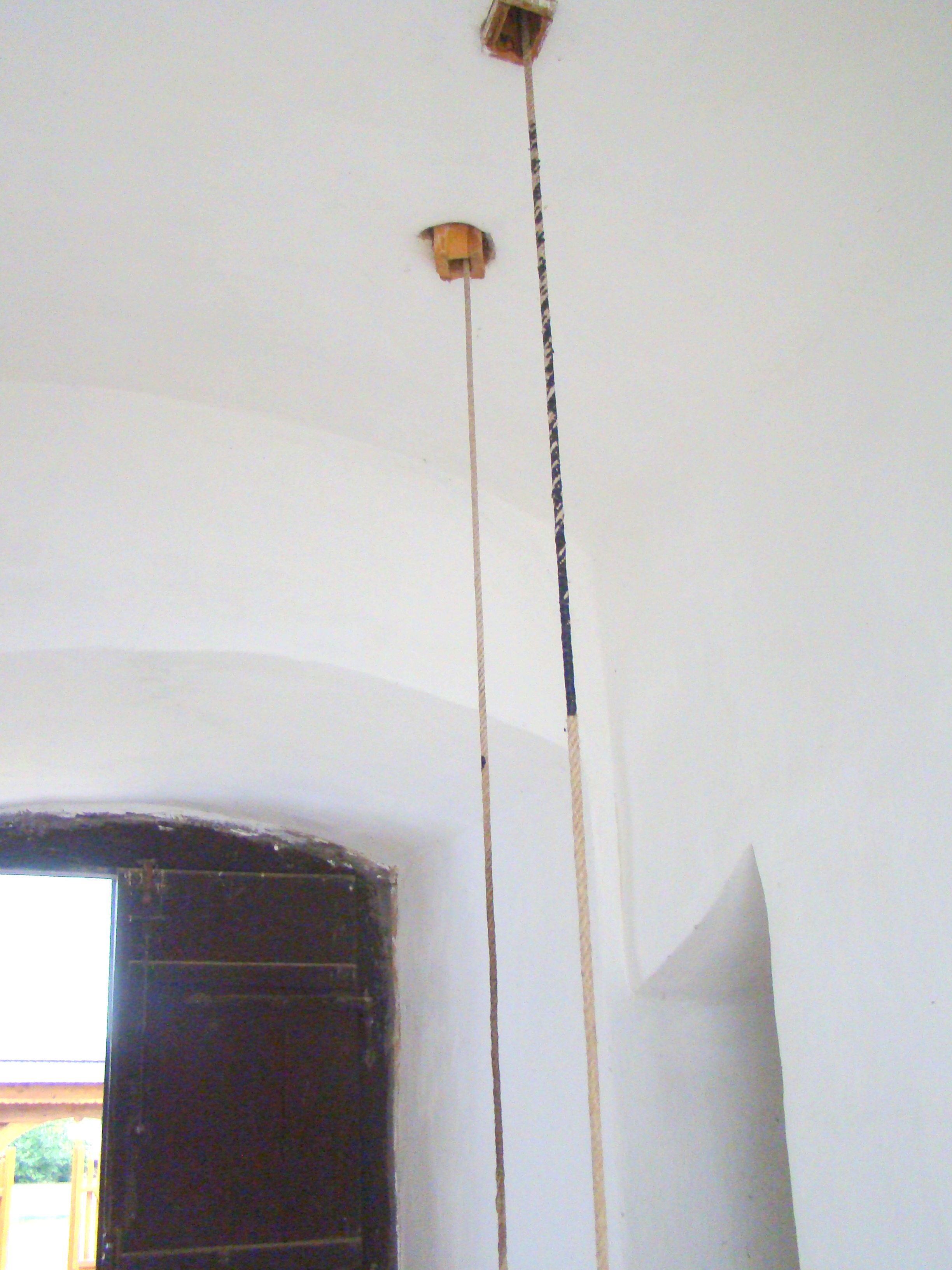
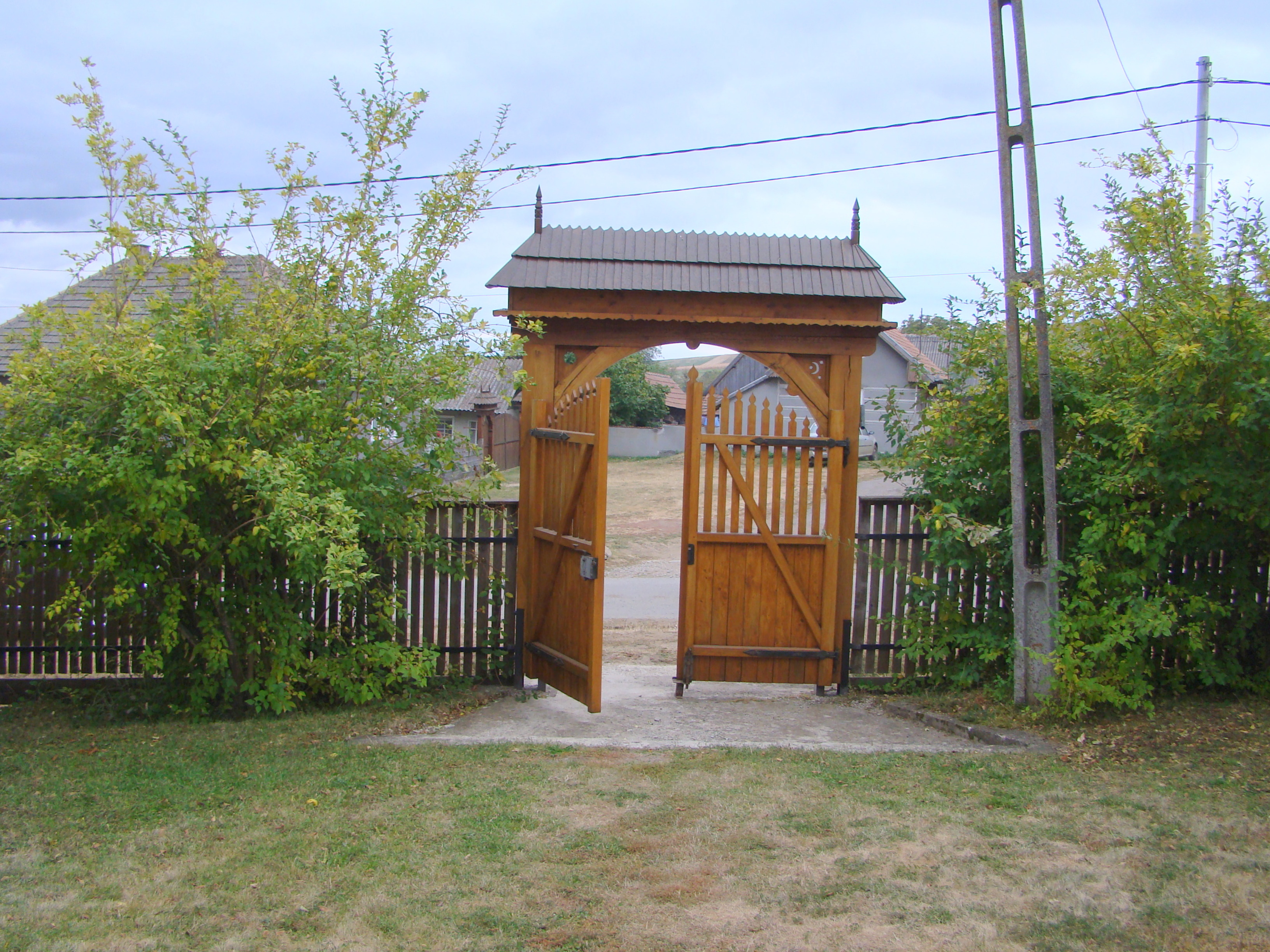
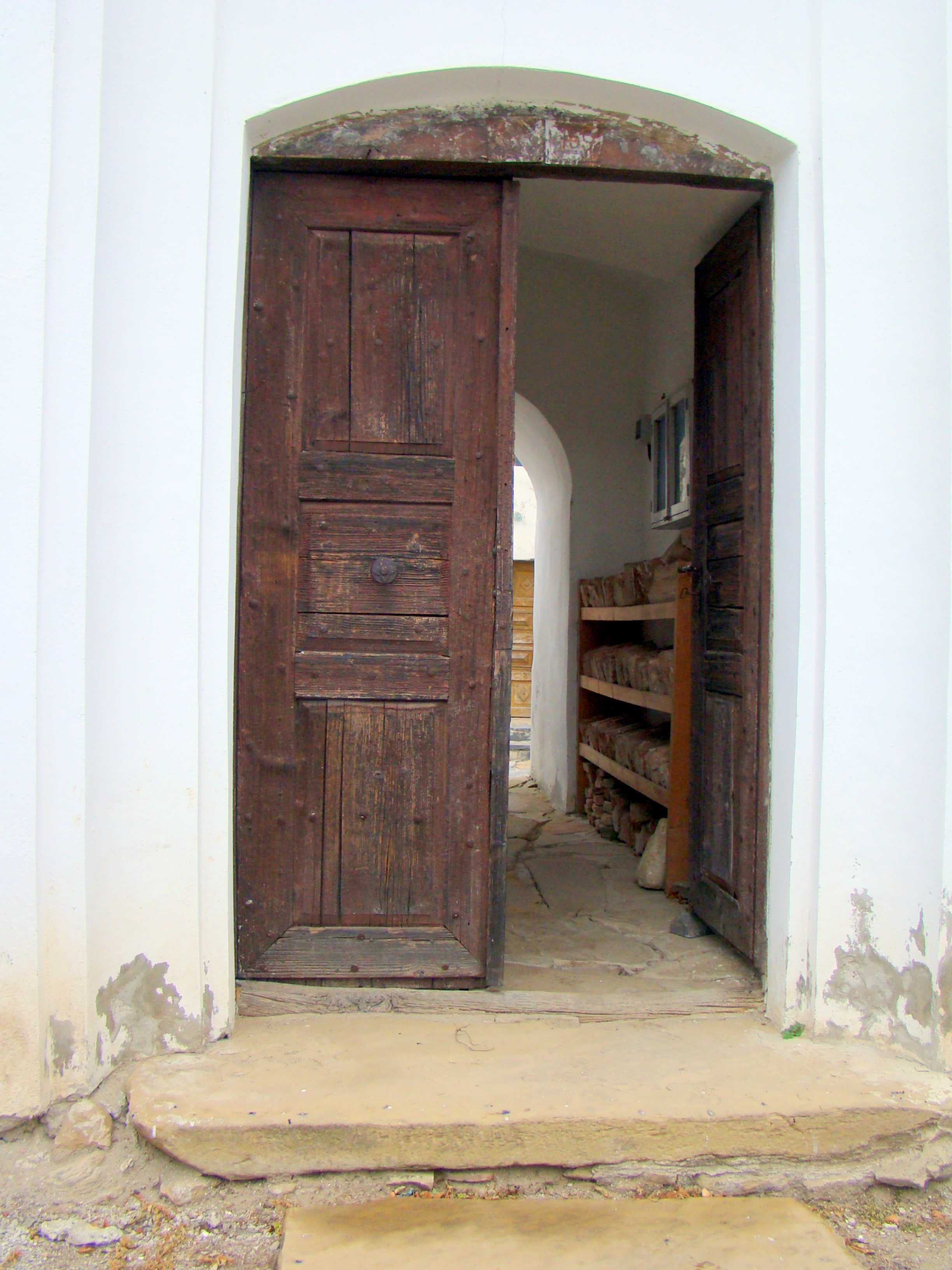
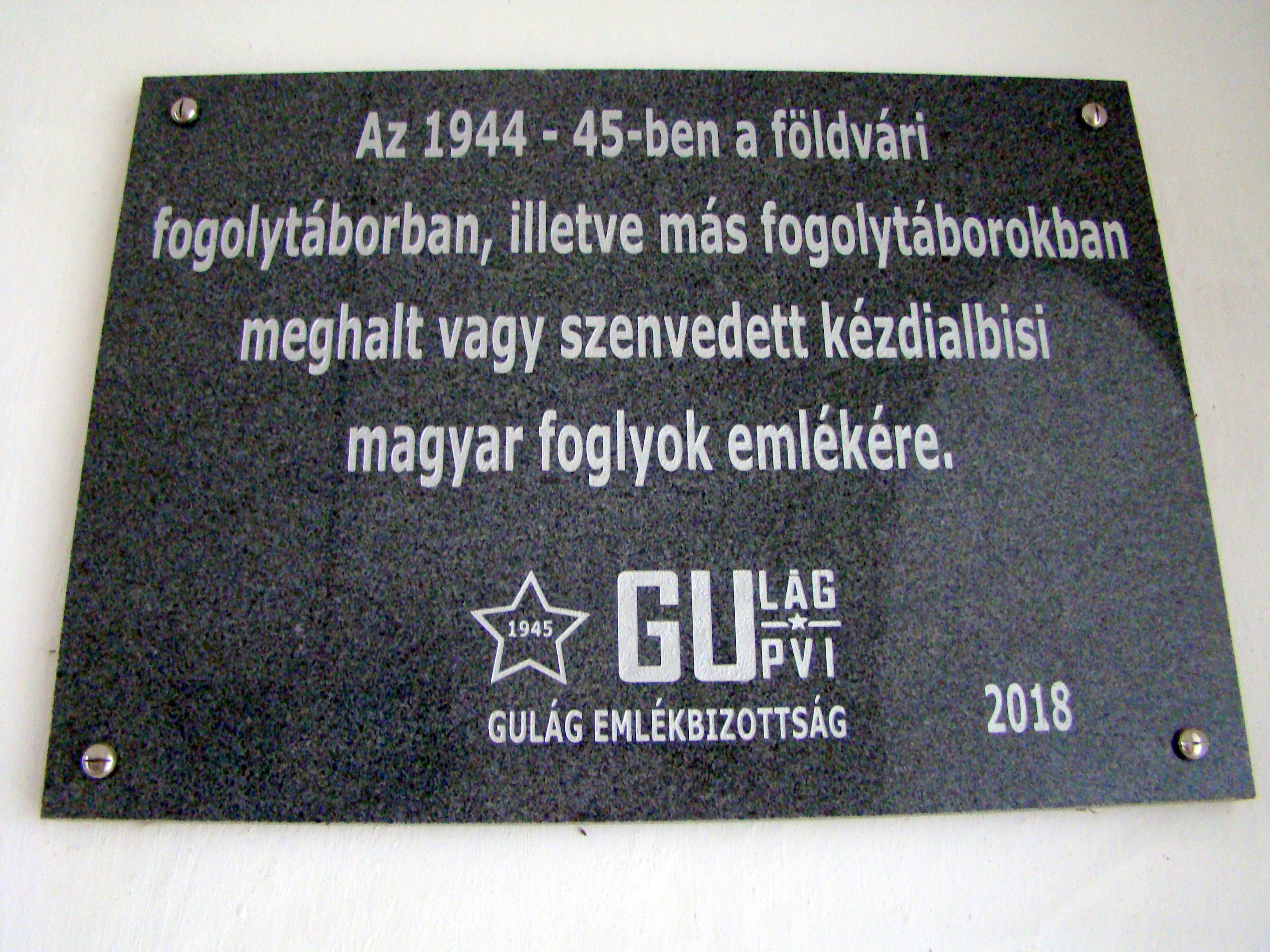
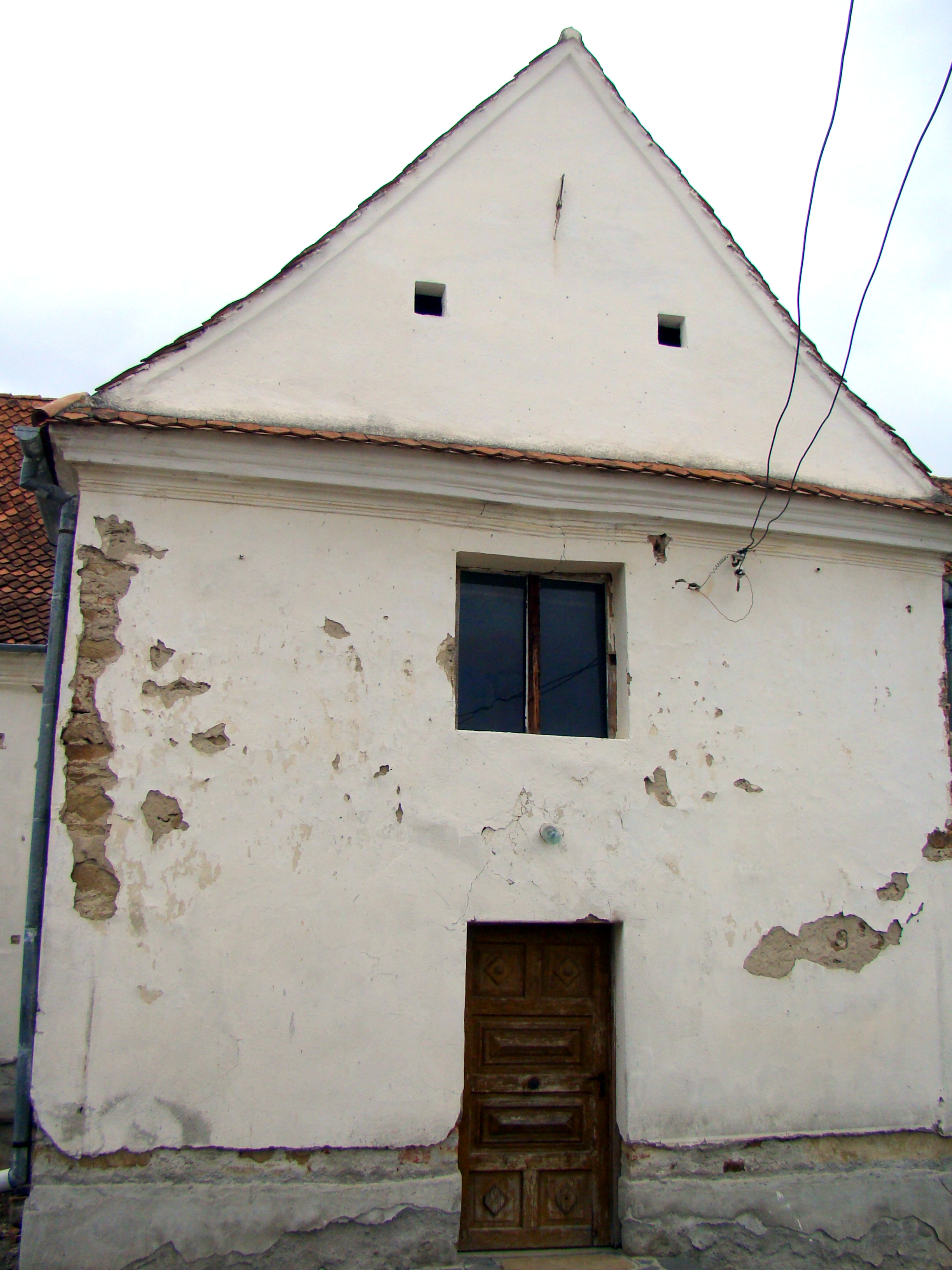

## Vezi și
- Albiș, Covasna